# Petr Sýkora (hockey sur glace, 1978)
Pour l’article homonyme, voir Petr Sýkora (hockey sur glace, 1976).
Petr Sýkora (né le 21 décembre 1978 à Pardubice en Tchécoslovaquie aujourd'hui ville de République tchèque) est un joueur professionnel de hockey sur glace.

## Biographie

### Carrière en club
Il commence sa carrière en 1994 au sein de l'équipe junior de sa ville natale, le HC Pardubice. Deux saisons plus tard, il fait ses débuts dans le championnat Élite, l'Extraliga. À la fin de la saison, il participe au repêchage d'entrée dans la Ligue nationale de hockey et est choisi par les Red Wings de Détroit en tant que 76e choix lors de la troisième ronde.
Il joue encore une saison dans son pays avant de rejoindre l'Amérique du Nord même s'il ne joue pas pour les Red Wings. En effet, ceux-ci ont échangé ses droits aux Predators de Nashville en retour de Doug Brown. Il ne joue que deux matchs de la saison 1998-1999 de la LNH et rejoint pour le reste de la saison la Ligue internationale de hockey et les Admirals de Milwaukee, franchise affiliée aux Predators. Il commence la saison suivante avec les Admirals mais finalement au bout de 3 matchs, il décide de rentrer dans son pays.
Depuis 1999 et à part un court passage en 2005-2006 de 10 matchs avec les Capitals de Washington dans la LNH, il évolue dans l'Extraliga pour sa ville natale. En 2005, il remporte avec son équipe le titre de champion, titre que Pardubice est tout proche de gagner une nouvelle fois en 2006-2007. Le club est éliminé en finale par le HC Sparta Prague sur le score de 4 matchs à 2. Il joue la saison 2008-2009 en Suisse avec le HC Davos et remporte le titre à l'issue de la saison.
Lors de la saison suivante, il retourne jouer pour le club de sa ville natale et remporte une nouvelle fois le titre de champion de la saison aux côtés de Dominik Hašek, Sýkora finissant même meilleur buteur des séries. Il a actuellement rejoint le club du Hc Davos où il a évolué durant une saison et a signé pour 1 année.

### Carrière internationale
Il représente la République tchèque lors du championnat du monde 2007. L'équipe est éliminée en quart de finale et en 7 matchs, il inscrit 2 buts et 3 aides pour un total de 4 minutes de pénalité.

## Statistiques
| Saison    | Équipe                 | Ligue             |    | Saison régulière | Saison régulière | Saison régulière | Saison régulière | Saison régulière |    | Séries éliminatoires | Séries éliminatoires | Séries éliminatoires | Séries éliminatoires | Séries éliminatoires |
| Saison    | Équipe                 | Ligue             | PJ | B                | A                | Pts              | Pun              | PJ               | B  | A                    | Pts                  | Pun                  |                      |                      |
| 1994-1995 | HC Pardubice           | Extraliga Jr.     | 38 | 35               | 33               | 68               |                  |                  |    |                      |                      |                      |                      |                      |
| 1995-1996 | HC Pardubice           | Extraliga Jr.     | 26 | 13               | 9                | 22               |                  |                  |    |                      |                      |                      |                      |                      |
| 1996-1997 | HC Pardubice           | Extraliga Jr.     | 12 | 14               | 4                | 18               |                  |                  |    |                      |                      |                      |                      |                      |
| 1996-1997 | HC Pardubice           | Extraliga         | 29 | 1                | 3                | 4                | 4                |                  |    |                      |                      |                      |                      |                      |
| 1997-1998 | HC Pardubice           | Extraliga         | 39 | 4                | 5                | 9                | 8                | 3                | 0  | 0                    | 0                    | 0                    |                      |                      |
| 1998-1999 | Predators de Nashville | LNH               | 2  | 0                | 0                | 0                | 0                |                  |    |                      |                      |                      |                      |                      |
| 1998-1999 | Admirals de Milwaukee  | LIH               | 73 | 14               | 15               | 29               | 50               | 2                | 1  | 1                    | 2                    | 0                    |                      |                      |
| 1999-2000 | Admirals de Milwaukee  | LIH               | 3  | 0                | 1                | 1                | 2                |                  |    |                      |                      |                      |                      |                      |
| 1999-2000 | HC Pardubice           | Extraliga         | 36 | 7                | 13               | 20               | 51               | 3                | 0  | 0                    | 0                    | 2                    |                      |                      |
| 2000-2001 | HC Pardubice           | Extraliga         | 47 | 26               | 18               | 44               | 42               | 7                | 5  | 3                    | 8                    | 6                    |                      |                      |
| 2001-2002 | HC Pardubice           | Extraliga         | 32 | 14               | 8                | 22               | 72               | 6                | 1  | 2                    | 3                    | 26                   |                      |                      |
| 2002-2003 | HC Pardubice           | Extraliga         | 45 | 18               | 18               | 36               | 86               | 19               | 3  | 3                    | 6                    | 39                   |                      |                      |
| 2003-2004 | HC Pardubice           | Extraliga         | 48 | 23               | 23               | 46               | 20               | 7                | 1  | 0                    | 1                    | 6                    |                      |                      |
| 2004-2005 | HC Pardubice           | Extraliga         | 43 | 25               | 10               | 35               | 28               | 16               | 3  | 2                    | 5                    | 33                   |                      |                      |
| 2005-2006 | Capitals de Washington | LNH               | 10 | 2                | 2                | 4                | 6                |                  |    |                      |                      |                      |                      |                      |
| 2005-2006 | HC Pardubice           | Extraliga         | 28 | 11               | 14               | 25               | 46               |                  |    |                      |                      |                      |                      |                      |
| 2005-2006 | HC Pardubice           | CE                | 2  | 1                | 0                | 1                | 14               |                  |    |                      |                      |                      |                      |                      |
| 2006-2007 | HC Pardubice           | Extraliga         | 50 | 37               | 16               | 53               | 76               | 18               | 12 | 6                    | 18                   | 22                   |                      |                      |
| 2007-2008 | HC Pardubice           | Extraliga         | 42 | 23               | 8                | 31               | 38               | 3                | 2  | 0                    | 2                    | 6                    |                      |                      |
| 2008-2009 | HC Davos               | LNA               | 49 | 23               | 16               | 39               | 20               |                  |    |                      |                      |                      |                      |                      |
| 2009-2010 | HC Pardubice           | Extraliga         | 48 | 27               | 15               | 42               | 56               | 13               | 12 | 14                   | 26                   | 10                   |                      |                      |
| 2010-2011 | HC Davos               | LNA               | 43 | 35               | 15               | 50               | 18               | 9                | 1  | 2                    | 3                    | 2                    |                      |                      |
| 2011-2012 | HC Davos               | LNA               | 46 | 21               | 28               | 49               | 4                | 4                | 0  | 0                    |                      |                      |                      |                      |
| 2012-2013 | HC Davos               | LNA               | 32 | 16               | 12               | 28               | 16               | 7                | 2  | 1                    | 3                    | 6                    |                      |                      |
| 2013-2014 | HC Pardubice           | Extraliga         | 47 | 17               | 14               | 31               | 84               | 10               | 5  | 3                    | 8                    | 0                    |                      |                      |
| 2014-2015 | HC Pardubice           | Extraliga         | 48 | 26               | 18               | 44               | 50               | 9                | 3  | 5                    | 8                    | 6                    |                      |                      |
| 2015-2016 | HC Pardubice           | Extraliga         | 47 | 22               | 12               | 34               | 62               | 6                | 3  | 0                    | 3                    | 14                   |                      |                      |
| 2016-2017 | HC Pardubice           | Extraliga         | 48 | 21               | 14               | 35               | 24               | 3                | 1  | 1                    | 2                    | 2                    |                      |                      |
| 2016-2017 | HC Pardubice           | Extraliga Qualif. | -  | -                | -                | -                | -                | 12               | 4  | 8                    | 12                   | 12                   |                      |                      |
| 2017-2018 | HC Pardubice           | Extraliga         | 44 | 16               | 17               | 33               | 30               | 7                | 0  | 1                    | 1                    | 2                    |                      |                      |
| 2018-2019 | HC Pardubice           | Extraliga         | 42 | 9                | 10               | 19               | 16               | 4                | 1  | 1                    | 2                    | 2                    |                      |                      |
| 2019-2020 | HC Vrchlabí            | 2. Liga           | 38 | 38               | 29               | 67               | 8                | -                | -  | -                    | -                    | -                    |                      |                      |

## Trophées et honneurs personnels
- Extraliga
  - 2004-2005 : champion
  - 2006-2007 : meilleur buteur sur la saison et les séries éliminatoires (37 et 12 buts), meilleur pointeur des séries (18 points), meilleur attaquant et joueur de la saison. En mars 2007, il est également élu meilleur joueur européen du mois[5].
  - 2009-2010 : meilleur buteur des séries et champion
- Ligue nationale A
  - 2008-2009 : champion
  - 2010-2011 : meilleur buteur de la saison régulière et champion de Suisse